# Angelo Asti
Angelo Asti (* 1847 in Paris; † 23. März 1903 in Mantua) war ein italienisch-französischer Porträt- und Aktmaler.

## Leben und Werk

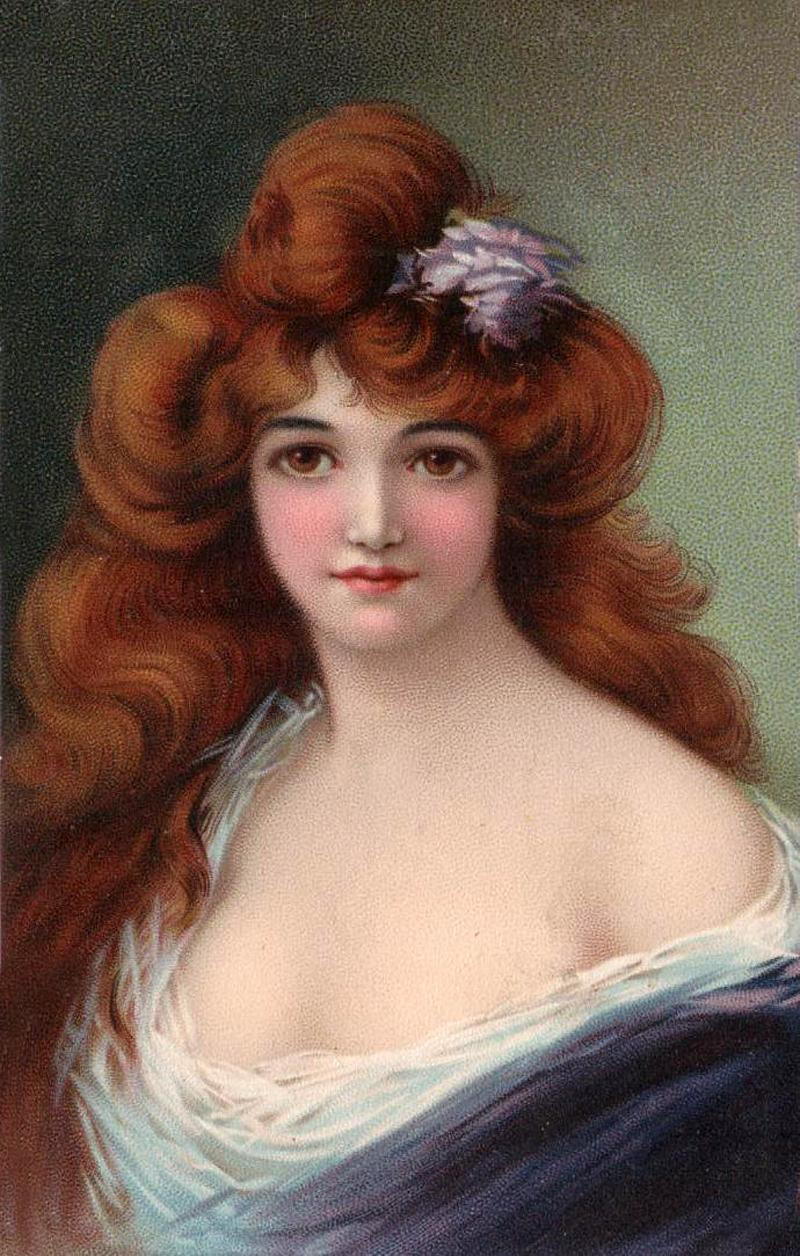
Frauenbildnis

Über die künstlerische Ausbildung ist nichts bekannt. Er entstammte einer italienischen Familie, war aber meist in Paris tätig. Das Schaffen Astis ist ein Beispiel für die Kommerzialisierung der Kunst. Er malte hunderte von Frauenporträts mit tiefen Dekolletes oder halbnackt, seltener Frauenakte.
Um 1877 wanderte Asti in die Vereinigten Staaten aus und ließ sich in Cincinnati, Ohio nieder, wo er eine Anstellung bei einer Lithografieanstalt fand. Es ist nicht bekannt, ob Asti selbst Lithografien anfertigte oder nur Vorlagen lieferte.
1890 kehrte Asti nach Europa zurück und ließ sich in Paris nieder, wo er bei den Besuchen des Louvre
die Werke alter Meister studierte. Vom Salon de Paris wurde er mit einem hohen Preis ausgezeichnet. Einige seiner Frauenporträts wurden auf verschiedene Porzellanerzeugnisse übertragen.
Bei der englischen Firma Raphael Tuck & Sons Ltd. erschienen seine Frauenbildnisse in Form von Postkarten. Sie wurden auch zu Werbezwecken, z. b. bei den Zigarettenverpackungen verwendet.
Abweichende Lebensdaten
- Geburtsort Paris, Sterbeort Mantua.[1][2]
- Geburtsort Mailand,[3] Sterbeort Gorbio bei Menton.[4]
- Geburtsort Paris, Sterbeort Gorbio bei Mentone.[5]
- Sterbeort Gorbio bei Mentone (56 Jahre alt).[6]